# Lathrostizus modestus
Lathrostizus modestus là một loài tò vò trong họ Ichneumonidae.